# Andrew Tate
Emory Andrew Tate III (n. 1 decembrie 1986, Walter Reed Army Medical Center⁠(d), District of Columbia, SUA) este un influencer, fost kickboxer profesionist și om de afaceri american-britanic. A câștigat notorietate în mediul online prin promovarea unor viziuni asociate comunității „manosphere”. Comentariile sale controversate au dus la suspendarea conturilor sale de pe diverse platforme și au fost criticate pentru presupusul caracter misogin. A acumulat milioane de urmăritori pe rețelele sociale și a fost una dintre cele mai căutate persoane pe Google în anul 2023.
După retragerea din sport, a cofondat afaceri online alături de fratele său, inclusiv cursuri precum Hustler’s University și grupuri precum The War Room. Unele dintre aceste inițiative au fost acuzate de practici abuzive, inclusiv constrângerea femeilor în activități sexuale.
Începând din 2022, Tate este anchetat penal în România, Regatul Unit și Statele Unite pentru acuzații de viol, trafic de persoane, formarea unui grup infracțional organizat, evaziune fiscală și alte infracțiuni. Atât el, cât și fratele său, au negat toate acuzațiile.

## Tinerețe
Emory Andrew III s-a născut la 1 decembrie 1986 în Washington, D.C.. Acesta este birasial; tatăl său afro-american, Emory Tate (1958-2015), a fost maestru internațional de șah, iar mama sa, o englezoaică albă, a lucrat ca asistentă în catering. Are un frate mai mic, Tristan, și o soră mai mică, Janine. A fost crescut în Chicago, Illinois, și Goshen, Indiana. În 1997, după divorțul părinților săi, mama i-a dus pe el și pe fratele său la Luton, în Bedfordshire, Anglia.

## Carieră
Tate a început să practice boxul și alte arte marțiale în 2005 și a lucrat în industria de publicitate TV pentru a se întreține. În noiembrie 2008, a fost clasat al șaptelea cel mai bun kickboxer la categoria semigrea din Regatul Unit de către International Sport Kickboxing Association (ISKA). În 2009, a câștigat primul său titlu la Campionatul Britanic ISKA Full Contact Cruiserweight în Derby, cel mai înalt rang în divizia sa la nivel european. Porecla lui în kickboxing era „King Cobra”.
În 2011, Tate a câștigat primul său titlu mondial ISKA într-un meci revanșă împotriva lui Jean-Luc Benoît prin knockout, după ce anterior pierduse la decizie. În 2012, a pierdut la decizie unanimă împotriva lui Sahak Parparyan într-o luptă pentru titlul It's Showtime 85MAX. Mai târziu în acel an, Tate a pierdut turneul campionatului Enfusion în fața lui Franci Grajš. Înainte de această înfrângere, era clasat al doilea cel mai bun kickboxer semigreu din lume. În 2013, a câștigat al doilea titlu mondial ISKA într-un meci de 12 runde împotriva lui Vincent Petitjean, devenind campion mondial la două categorii de greutate. A apărat centura ISKA și a câștigat centura Enfusion în 2014, devenind de patru ori campion mondial înainte de a se retrage, cu 31 de lupte înregistrate.
Tate a atras atenția publicului larg în 2016, când a apărut în sezonul 17 al emisiunii britanice de televiziune Big Brother. În cadrul emisiunii, Tate a fost membru al unei case secrete, parte a unui grup numit „Ceilalți” (The Others). În timpul participării sale, a fost criticat pentru postări anterioare homofobe și rasiste pe Twitter. A fost eliminat din emisiune după șase zile, producătorii spunând că decizia s-a datorat unor evenimente din afara casei, în timp ce Tate a afirmat că motivul real ar fi fost un videoclip în care părea că lovește o femeie cu o curea în timpul emisiunii. Producătorii au declarat, însă, că eliminarea sa nu a avut legătură cu tweeturile descoperite. Tate și femeia din videoclip au susținut că sunt prieteni și că acțiunile surprinse erau consensuale. Ulterior, Vice a raportat că Tate a fost eliminat deoarece producătorii emisiunii au aflat despre o anchetă în curs a poliției din Hertfordshire cu privire la o acuzație de viol, anchetă care a fost închisă în 2019 fără ca vreo acuzație să fie formulată.

## Afaceri online
Site-ul lui Tate oferă cursuri de formare despre acumularea de avere și „interacțiuni bărbat–femeie”. Potrivit site-ului, el a operat și un studio de videochat, folosindu-și iubitele ca angajate. Andrew și fratele său, Tristan, au început această afacere, angajând până la 75 de modele de videochat care vindeau „povești lacrimogene false” clienților de sex masculin, susținând că au câștigat milioane de dolari astfel. Tate s-a autointitulat „proxenet”, iar The Guardian a scris despre tranziția sa de la kickboxer la „proxenet pe videochat”.

### Hustler’s University
Tate a condus Hustler’s University (Universitatea Hustler), o platformă unde membrii plăteau o taxă lunară de 49,99 dolari pentru a primi instruire în metode de a face bani în afara muncii tradiționale, precum criptomonede, copywriting și comerț electronic, prin videoclipuri preînregistrate și un server Discord.
Tate a devenit cunoscut în 2022 că încuraja membrii să posteze clipuri video cu el pe rețelele sociale pentru a maximiza vizibilitatea. O investigație realizată de The Observer a descris „o rețea de conturi copiate pe TikTok” care amplificau artificial conținutul său, iar platforma a permis distribuirea lui. Hustler’s University a fost redenumit Hustler University 2.0 și apoi 3.0. Compania de servicii financiare Stripe s-a retras din procesarea plăților, iar platforma și-a închis programul afiliat. Paul Harrigan, profesor de marketing la Universitatea Western Australia, a numit programul un „sistem piramidal în social media”. Tate a negat că Hustler’s University ar fi fost o schemă piramidală.

### The Real World
După închiderea Hustler’s University, Tate a lansat în octombrie 2022 o nouă versiune, numită „The Real World” (Lumea Reală). Numele reflectă ideea lui Tate că lumea percepută de majoritate este similară cu cea din Matrix, iar el oferă o alternativă.
The Real World vizează în principal adolescenții de sex masculin. Fostele persoane înscrise în program au descris atmosfera ca fiind „de tip cult”. Un avocat al unor foști membri a comparat programul cu o variantă masculină a „groomingului digital” realizat de frații Tate. Membrii se numesc între ei „G”, iar Tate este „Top G”. Grupul se bazează pe cele „41 de principii pentru bărbați” ale lui Tate. Cursurile oferite includ criptomonede, comerț electronic și dropshipping.
În 2023, Google și Apple au eliminat aplicația asociată, Real World Portal, din magazinele lor.
În ianuarie 2024, o analiză realizată de Center for Countering Digital Hate a constatat că canalul oficial de YouTube al The Real World acumulase 450 de milioane de vizualizări, iar un alt canal care repostase conținutul avea aproape 300 de milioane.
În mai 2024, site-ul The Real World a suferit o scurgere de date care a expus informațiile personale a 968.447 de conturi de utilizatori, inclusiv adrese de email și parole. În plus, 22 de milioane de mesaje trimise pe platformă au fost accesibile public. În noiembrie, site-ul a fost ținta unui atac cibernetic care a dus la scurgerea numelor de utilizator pentru 794.000 de membri actuali și foști, 324.382 de adrese email înregistrate, precum și conținutul a 221 de servere de chat publice și 395 private.

### The War Room
Promovată de Andrew Tate și având un cost de 8.000 de dolari, The War Room (Camera de Război) este descrisă ca „o rețea globală în care exemplare ale individualismului lucrează pentru a elibera bărbatul modern din închisoarea indusă social”, afirmând că îi învață pe bărbați „dezvoltare fizică, mentală, emoțională, spirituală și financiară”. Un membru de rang înalt al grupului, Miles Sonkis, cunoscut ca și Iggy Semmelweiss, este liderul grupului. Semmelweiss s-ar fi întâlnit cu Tate în 2018, iar grupul a fost fondat în 2019.
Investigația condusă în august 2023 de Matt Shea a documentat dovezi privind femei recrutate pentru muncă sexuală online de către membri ai grupului, descris ca o societate secretă exclusiv masculină.
Chatul de grup, care conținea 12.000 de pagini de mesaje criptate, indica faptul că grupul preda un curs numit „Diploma de proxenetism”, prescurtat PhD (Pimpin’ Hoes Degree), folosind tehnici de „seducție romantică, manipulare emoțională și izolare socială a femeilor înainte de a le atrage în activitatea de videochat”. Un expert juridic în traficul de persoane din București a descris cursul ca folosind toate practicile strategiei „Lover Boy”. O descriere ștearsă a cursului, care ulterior a fost folosită de procurorii români în procesul contra lui Tate, menționa:
„Treaba mea era să cunosc o fată, să ies de câteva ori cu ea, să facem sex, să testez dacă are ‘calitate’, să o fac să se îndrăgostească de mine până în punctul în care ar face orice îi spun, apoi să o pun pe videochat ca să ne îmbogățim împreună.”
Dovezile sugerează că violența împotriva femeilor era, de asemenea, predată și discutată. Victimele au declarat că sexul era folosit ca tehnică de manipulare. Membrii grupului considerau că fac „condiționare pavloviană” asupra femeilor, folosind teste de supunere precum tatuarea inițialelor membrilor pe corpul acestora. Un avertizor de integritate, care susține că a fost fostul șef de vânzări și marketing, a descris grupul ca pe o sectă care l-a „spălat pe creier”.
În august 2022, existau 434 de membri și 45 de potențiale victime, conform chaturilor scurse în presă.

### Meme Coins
În 2024, Tate a lansat o monedă meme numită DADDY. Aceasta a ajuns rapid la o capitalizare de piață de 217 milioane de dolari. Numele este un joc de cuvinte cu moneda meme a lui Iggy Azalea, $MOTHER, Tate declarând că moneda sa este „pentru patriarhat”. El i-a încurajat pe deținătorii monedei să se înscrie în The Real World și a promovat intens moneda pe rețelele sale sociale.
În octombrie 2024, Andrew Tate a primit o serie de întrebări de la canalul de YouTube Coffeezilla despre moneda DADDY. Ca răspuns, Tate l-a doxxat pe Coffeezilla și și-a încurajat susținătorii să trimită mesaje abuzive către acesta, cerând în mod specific ca aceștia să-l numească „gay”.

## Prezența online
Tate a primit atenție pentru tweet-urile sale care descriu părerea sa despre ceea ce se califică drept hărțuire sexuală în mijlocul cazurilor de abuz sexual ale lui Harvey Weinstein și pentru că a postat mai multe declarații pe Twitter despre punctul său de vedere că victimele agresiunii sexuale își împărtășesc responsabilitatea pentru atacurile lor. În 2017, el a fost criticat pentru că a postat pe Twitter că depresia „nu este reală”. Trei dintre conturile de Twitter ale lui Tate au fost suspendate în momente diferite. În 2021, un cont pe care l-a creat pentru a se sustrage interdicției sale anterioare a fost verificat de Twitter contrar politicilor lor. Ulterior, contul a fost suspendat definitiv, iar Twitter a spus că verificarea a avut loc din greșeală.
Online, Tate a devenit cunoscut inițial printre cercurile de extremă dreaptă prin aparițiile la InfoWars și prin cunoștințe cu figuri de extremă dreaptă precum Paul Joseph Watson, Jack Posobiec⁠(d) și Mike Cernovich⁠(d). Tate a fost descris de Rabbil Sikdar în The Independent ca o „figură de cult” ai cărei fani sunt „bărbați fără direcție” care îi susțin opiniile anti-feministe. Tate s-a descris pe sine ca fiind „absolut sexist” și „absolut misogin” și a declarat că femeile „aparțin bărbatului” și că ar ataca femeile cu o macetă dacă l-ar acuza de infidelitate. White Ribbon Campaign, o organizație non-profit care pledează împotriva violenței dintre bărbați și femei, consideră comentariul lui Tate „extrem de misogin” și posibilele sale efecte pe termen lung asupra audienței sale bărbătești tinere „preocupante”. Hope not Hate, un grup de advocacy care face campanie împotriva rasismului și fascismului, a comentat că prezența lui Tate pe rețelele sociale ar putea reprezenta o „alunecare periculoasă în extrema dreaptă” pentru publicul său. Ca răspuns la critici, Tate a declarat că conținutul său include „multe videoclipuri care laudă femeile” și își propune în principal să-și învețe publicul să evite „oamenii toxici și de valoare scăzută în ansamblu”. El a mai spus că joacă un „personaj online”.
În august 2022, Tate a fost interzis de pe Facebook și Instagram pentru încălcarea politicilor lor privind discursul instigator la ură și organizațiile și indivizii periculoase. TikTok, unde videoclipurile care prezintă numele său ca hashtag au fost vizionate de 13 miliarde de ori, a eliminat inițial un cont asociat cu el, spunând că va investiga în continuare chestiunea înainte de a-și elimina contul principal și după ce a stabilit că a încălcat politicile lor. La scurt timp după aceea, YouTube a suspendat și canalul, iar Tate și-a șters ulterior canalul de pe Twitch. Tate a răspuns la interdicții, spunând că, deși majoritatea comentariilor sale au fost scoase din context, el își asumă responsabilitatea pentru modul în care au fost primite. Deși rețelele sociale au citat încălcări ale politicii termeniilor de utilizare drept motive pentru înlăturarea lui Tate, a fost criticată ca fiind cenzură de unii.
De la finalul lunii octombrie 2022, când Tate s-a convertit la islam, acesta a reapărut pe YouTube alături de unii vloggeri musulmani celebri.
Tate a anunțat în 2025 lansarea Partidului BRUV.

## Procese penale și civile
Frații Tate, Andrew și Tristan, au fost implicați într-o serie de afaceri juridice penale și civile, generate de activitățile lor comune, atât de afaceri, cât și personale. În martie 2025, cei doi frați se confruntă cu șase investigații legale, patru penale și două civile în România, Regatul Unit și Florida. Ca răspuns, aceștia au deschis două procese împotriva acuzatorilor lor în Statele Unite. Andrew mai este vizat și de un proces civil suplimentar în Regatul Unit. Cei doi frați au negat toate acuzațiile și învinuirile.
În decembrie 2022, frații au fost arestați în România, împreună cu două femei. În iunie 2023, toți patru au fost inculpați pentru viol, trafic de persoane și constituirea unui grup infracțional organizat în scopul exploatării sexuale a femeilor. În iulie, două dintre acuzatoare s-ar fi ascuns, în urma unei campanii de hărțuire online, iar frații au depus un proces pentru defăimare, solicitând daune de 5 milioane de dolari de la una dintre acuzatoare.
În martie 2024, poliția britanică a obținut un mandat de arestare pe numele fraților, ca parte a unei anchete privind violul și traficul de persoane. În iulie 2024, autoritățile britanice au început un proces civil împotriva fraților și a unei a treia persoane, pentru evaziune fiscală presupusă. În august, poliția română a percheziționat patru proprietăți deținute de Andrew și a extins investigația pentru a include acuzații de trafic de minori, relații sexuale cu un minor, spălare de bani și tentativă de influențare a unui martor.

### Regatul Unit
Andrew a fost arestat prima dată în iulie 2015, după ce două femei au depus plângeri în care îl acuzau de viol și agresiune petrecute în 2014.
În decembrie 2015, acesta a fost arestat din nou, după ce una dintre acuzatoare a prezentat mesaje de la Andrew în care acesta scria „îmi place să te violez”. Ca răspuns la acuzații, un purtător de cuvânt al lui Andrew a declarat: „Andrew neagă vehement orice implicare în activități infracționale precum violul sau abuzul fizic.”
În 2016, când Andrew a apărut în sezonul 17 al emisiunii britanice „Big Brother”, Vice a relatat ulterior că a fost eliminat deoarece producătorii emisiunii au aflat despre investigația desfășurată de Poliția din Hertfordshire privind o acuzație de viol.
În 2019, după o investigație de patru ani, Ministerul Public a decis să nu formuleze acuzații pentru niciuna dintre plângerile legate de violență sexuală și abuz fizic, afirmând că probele „nu îndeplineau criteriile legale”. Cele trei femei au declarat că dosarul a fost gestionat greșit, iar poliția și-a cerut scuze pentru întârzierile din anchetă; potrivit lui Tate, poliția a „găsit mesaje [exoneratoare] în telefoanele fetelor”.
În martie 2024, Tribunalul Westminster din Marea Britanie a emis un mandat de arestare pentru ambii frați și a cerut extrădarea lor în Regatul Unit. Potrivit reprezentantului lui Tate, acuzațiile se bazează pe fapte de agresiune sexuală petrecute între 2012 și 2015. Poliția din Bedfordshire a declarat că mandatul face parte dintr-o investigație în desfășurare privind acuzații de viol și trafic de persoane, în colaborare cu autoritățile române. Operațiunea a fost denumită „Operation Moonwalk”.
Pe 11 martie, poliția română i-a reținut pe cei doi frați, după ce procurorul Curții de Apel București a dispus reținerea lor pentru o zi, până la luarea unei decizii privind executarea mandatului.
Pe 12 martie, instanța română a hotărât că frații pot fi extrădați în Regatul Unit doar după încheierea procesului din România privind traficul de persoane. Cei doi frați „resping categoric toate acuzațiile”.
În mai 2024, cele trei femei implicate în investigația derulată de poliția Hertfordshire, împreună cu o a patra femeie britanică, au intentat un proces civil împotriva lui Andrew la Înalta Curte, solicitând despăgubiri pentru „vătămările suferite”. Actele au fost înmânate la domiciliul lui Andrew din România. Femeile au primit anonimatul în instanță, pentru a fi protejate de hărțuire.
În iulie 2024, poliția din Devon și Cornwall a început proceduri civile împotriva lui Andrew, Tristan și a unei femei identificate doar cu inițiala „J”. Cei trei sunt acuzați că nu au plătit taxe în nicio țară pentru afacerile online desfășurate, inclusiv Hustlers’ University și War Room, care ar fi generat 21 milioane de lire sterline între 2014 și 2022. Poliția încearcă să recupereze 2,8 milioane de lire din conturile bancare înghețate.
În decembrie 2024, Westminster Magistrates’ Court a decis în favoarea poliției din Devon și Cornwall, permițându-le să confisce aproximativ 2,5 milioane de lire din taxe neplătite de pe urma afacerilor online ale fraților Tate. Judecătorul a afirmat că structura financiară a fraților reprezintă o „înșelătorie clară a sistemului fiscal” deghizată într-o „matrice financiară complexă”.

### România
Pe 11 aprilie 2022, ambasada SUA din România a primit un raport privind căruia o cetățeană americană era ținută împotriva voinței sale într-o proprietate deținută de frații Tate în Pipera. Poliția română a percheziționat locuința și un studio de videochat din apropiere, unde au descoperit patru femei. Două dintre ele, cetățeana americană și o femeie româncă, au declarat că erau ținute împotriva voinței lor, declanșând o anchetă DIICOT privind traficul de persoane și violul. Frații au fost interogați ca martori și eliberați.
Pe 29 decembrie 2022, poliția i-a arestat pe frați și pe cele două femei. Toți patru sunt suspectați de trafic de persoane și constituirea unui grup infracțional organizat, iar unul dintre ei (neidentificat, conform legii române) este suspectat de viol. DIICOT îi acuză pe frați că au recrutat femei prin metoda „loverboy” (au pretins că doresc o relație romantică) și le-au forțat să creeze conținut explicit pentru site-uri precum OnlyFans, ca parte a unui grup infracțional organizat pe care l-ar fi format la începutul anului 2021. DIICOT a identificat șase potențiale victime. Rețelele sociale au atribuit arestarea lui Andrew cutiilor de pizza Jerry's Pizza dintr-un videoclip adresat Gretei Thunberg, ca răspuns la un comentariu al acesteia. După o reținere preventivă inițială de 24 de ore în urma arestărilor din 29 decembrie, judecătorul a prelungit detenția cu 30 de zile. Frații Tate au contestat prelungirea, dar apelul le-a fost respins pe 10 ianuarie 2023. Conform legislației române, detenția preventivă poate fi prelungită pentru maximum 180 de zile.
Până la 5 ianuarie 2023, două potențiale au depus declarații suspecților. Pe 7 ianuarie, un avocat al fraților a declarat că echipa de apărare nu a primit încă o copie a probelor prezentate judecătorului. Avocatul a mai afirmat că frații nu au beneficiat de o traducere corectă în timpul audierii pentru prelungirea arestului cu 30 de zile. A cerut ca acuzatorii să fie confruntați în instanță și a susținut că unele dintre cele șase victime identificate de DIICOT nu au depus plângere împotriva fraților. Două femei care au locuit cu frații i-au apărat public, iar două dintre cele șase presupuse victime au negat că ar fi fost abuzate.
Pe 20 ianuarie, o instanță română a extins detenția preventivă a fraților până pe 27 februarie; motivarea instanței a fost protejarea anchetei și prevenirea părăsirii țării de către inculpați.
Pe 25 ianuarie, în timp ce era dus la audieri la DIICOT, Andrew a declarat că dosarul împotriva lui este „gol” și le-a spus jurnaliștilor că „ei știu că nu am făcut nimic greșit.”
Pe 1 februarie, frații Tate au contestat din nou prelungirea detenției. Curtea de Apel București le-a respins apelul. În aceeași zi, Tina Glandian, o avocată care i-a reprezentat anterior pe Chris Brown și Mike Tyson, s-a alăturat echipei de apărare. Ea a emis o declarație publică în care a afirmat că situația reprezintă o „încălcare a drepturilor internaționale ale omului.”
Pe 21 februarie, o instituție judiciară românească a prelungit detenția fraților cu încă 30 de zile. Procurorii susțin că interceptările unor apeluri telefonice făcute de Andrew către doi asociați arată că acesta le cerea să facă lobby pe lângă doi politicieni români de dreapta, George Simion și Diana Șoșoacă, pentru a-i sprijini eliberarea.
În aprilie 2023, frații au depus plângeri penale în România împotriva a doi martori din dosar. Avocatul acestora a considerat că este vorba de intimidare și a menționat că martorii au primit amenințări cu moartea.
Autoritățile române au confiscat 29 de bunuri, inclusiv 15 autoturisme, peste 10 proprietăți, ceasuri și sume de bani aparținând fraților sau companiilor acestora, în valoare totală de aproximativ 4 milioane dolari. Dacă frații vor fi condamnați, aceste bunuri vor fi confiscate de stat și folosite pentru a plăti despăgubiri civile și morale victimelor. Pe 14 ianuarie 2023, mașinile au fost transportate într-un spațiu de depozitare.
Pe 14 martie, cererea lor de eliberare pe cauțiune a fost respinsă pentru a treia oară. Pe 29 martie, perioada de detenție a fost extinsă până la sfârșitul lunii aprilie. Pe 31 martie, Curtea de Apel București a anulat decizia anterioară a instanței și a dispus trecerea celor doi frați în arest la domiciliu, inițial până la 29 aprilie, ulterior prelungit până la sfârșitul lunii august. În total, cei patru suspecți, inclusiv frații, au fost în custodia poliției din 29 decembrie 2022 până pe 31 martie 2023.
Pe 13 iunie 2023, DIICOT a modificat acuzațiile din „trafic de persoane” în „trafic de persoane în formă continuată”, o infracțiune mai gravă. A fost indentificată o victimă suplimentară, numărul total ajungând la șapte. Pe 20 iunie, cei patru inculpați au fost trimiși în judecată pentru acuzații de viol, trafic de persoane, constituirea unui grup infracțional organizat în scopul exploatării sexuale a femeilor. Aceștia continuă să nege toate acuzațiile și sunt în continuare investigați pentru spălare de bani și trafic de minori. Avocatul lui Andrew susține că acesta interpreta un personaj online, în timp ce Andrew și susținătorii săi au răspândit diverse teorii ale conspirației despre acuzațiile penale. Sky News a relatat că acuzațiile includ „trafic de persoane în România și în alte țări”, inclusiv în Statele Unite și Regatul Unit. ABC News a informat că dosarul se centrează pe trei femei, de naționalitate americană, moldoveană și britanică, care îi acuză pe frații Tate că le-au „ademenit în România și le-au exploatat pe webcam”. Potrivit Anti-Defamation League, „procurorii susțin că [Andrew] Tate a violat cel puțin una dintre femei în mod repetat, le-a controlat prin amenințări cu violența și ruinarea financiară și a postat videoclipuri pornografice pe conturile de social media ale acestora.”
Pe 4 august, arestul la domiciliu a fost înlocuit cu control judiciar până pe 2 octombrie, permițându-le celor patru să părăsească domiciliul, dar nu și județul Ilfov. Pe 28 septembrie, restricția de circulație a fost relaxată în urma unui apel, permițându-i lui Andrew să călătorească în interiorul României. Decizia a fost însă anulată ulterior, dar pe 28 noiembrie un judecător român a relaxat din nou restricțiile.
Pe 11 decembrie 2023, o instanță română a respins o cerere de returnare a bunurilor confiscate, dar pe 8 ianuarie 2024, Curtea de Apel București a anulat decizia și a dispus un nou proces.
În ianuarie 2024, dosarul a fost analizat în camera preliminară, înainte de stabilirea unei date de începere a procesului. În aprilie, o instanță din România a decis că toți cei patru inculpați pot fi judecați în țară, fără a stabili o dată pentru proces. Tribunalul București a decis că dosarul împotriva lui Andrew „îndeplinește criteriile legale”. Inculpații au contestat decizia și au adoptat o strategie juridică de tergiversare și prelungire a procesului.
Pe 30 ianuarie 2024, Curtea de Apel București a respins apelul lui Tate privind relaxarea măsurilor de control judiciar, după ce restricțiile impuse pe 18 ianuarie au fost prelungite cu încă 60 de zile. Aceste restricții prevăd că el nu poate părăsi țara. Pe 10 mai, Tribunalul București a prelungit restricțiile de călătorie cu încă 60 de zile, iar pe 20 mai, Andrew a pierdut apelul la Curtea de Apel București privind relaxarea acestora. Pe 5 iulie, o instanță din București a anunțat că frații nu mai sunt restricționați să călătorească doar în România. Restricția de circulație a fost ridicată, permițându-le să călătorească liber în UE. Curtea de Apel București a anulat acea hotărâre pe 16 iulie.
Pe 21 august 2024, poliția română a extins ancheta împotriva lui Andrew pentru a include trafic de minori, act sexual cu un minor, spălare de bani și tentativă de influențare a martorilor. DIICOT a percheziționat patru locuințe ale fraților din județul Ilfov și București. A doua zi, Andrew și Tristan, ale căror proprietăți au fost percheziționate, s-au numărat printre cele șase persoane reținute. Printre acuzați se află atât români, cât și cetățeni străini. Procurorii susțin că noua anchetă implică 35 de presupuse victime, inclusiv o femeie care era minoră la acel moment. Acuzații ar fi obținut 2,8 milioane USD prin „exploatare sexuală”. Frații au negat toate acuzațiile. Andrew a fost plasat în arest la domiciliu pentru cel puțin 30 de zile, iar Tristan a fost plasat sub control judiciar.
Pe 5 septembrie, Curtea de Apel București a respins cererea procurorilor de a-l aresta preventiv pe Andrew, menținându-l în arest la domiciliu. Tristan a fost menținut sub control judiciar, dar amândoi au primit permisiunea de a comunica cu presupusele victime cu care au copii și care neagă acuzațiile.
În noiembrie 2024, o instanță din București a decis eliminarea anumitor probe din proces, inclusiv declarații ale fraților și mărturii ale martorilor.
Pe 27 februarie 2025, mai multe instituții media au relatat că frații Tate au părăsit România cu un avion privat, cu destinația Statele Unite, surse românești indicând că se îndreptau către Florida. Plecarea a avut loc după ce mai multe voci din administrația Trump, inclusiv Ric Grenell, trimisul special prezidențial pentru misiuni speciale al SUA, și-au exprimat sprijinul pentru frații Tate. Ulterior, DIICOT a emis un comunicat în care a precizat că frații Tate sunt în continuare judecați în România, dar că le-a fost aprobată cererea de a părăsi țara. Aceștia vor trebui să se întoarcă în România la o dată ulterioară pentru a respecta condițiile controlului judiciar, care nu a fost încheiat.

### Statele Unite ale Americii
În februarie 2023, echipa juridică a fraților Tate a confirmat că a trimis o scrisoare de încetare și desistare către cel puțin una dintre acuzatoare, în decembrie 2022, amenințând că vor intenta un proces de 300 de milioane de dolari împotriva ei și a părinților săi pentru declarații defăimătoare. Un reprezentant al acuzatoarei a declarat că aceste amenințări au fost o încercare de a o opri să depună mărturie în instanța românească. Avocații fraților au negat că ar fi încercat să o intimideze.
Două dintre acuzatoare s-ar fi ascuns după ce au fost ținta unei campanii online de hărțuire, descrisă de către Centrul Național pentru Exploatarea Sexuală ca o tentativă de „a le reduce la tăcere prin intimidare” din partea unei „armate de troli”. Organizația, care asistă juridic femeile, a declarat că susținătorii lui Tate au trimis mii de amenințări online, au publicat datele personale ale acuzatoarelor și ale rudelor acestora (doxing) și au apelat la detectivi particulari.
În iulie 2023, frații au intentat un proces pentru defăimare în Palm Beach County, Florida, împotriva uneia dintre acuzatoare, părinților ei și a două alte persoane, solicitând 5 milioane de dolari despăgubiri. Ei susțin că cei cinci au conspirat pentru a-i acuza în mod fals de trafic de persoane și viol, ceea ce le-a afectat libertatea și veniturile din social media și afaceri. Instanța a eliminat una dintre persoanele din proces pe motiv de lipsă de jurisdicție.
În iulie 2024, judecătorul Joseph Curley a decis că procesul fraților împotriva acuzatoarei poate continua, dar a respins acuzațiile împotriva părinților acesteia și o parte dintre acuzațiile îndreptate împotriva ei.
În ianuarie 2024, judecătoarea federală Robin L. Rosenberg a respins un alt proces pentru defăimare al fraților. Aceștia dăduseră în judecată un fost sergent al Forțelor Marine, care îl raportase pe Andrew ambasadei americane din România și autorităților militare, ceea ce a dus la arestarea sa de către autoritățile române. Judecătoarea a decis că sergentul a acționat legal, asistând o anchetă penală.
În martie 2025, procurorul general al statului Florida, James Uthmeier, a deschis o investigație penală asupra fraților Tate, după sosirea acestora în stat, vizită posibilă datorită ridicării interdicțiilor de călătorie, aparent în urma presiunilor din partea administrației Trump.  Guvernatorul Ron DeSantis și-a exprimat nemulțumirea față de apariția neașteptată a celor doi, declarând că nu sunt bineveniți. Frații sunt, de asemenea, vizați de o presupusă investigație penală federală în SUA. În aceeași lună, Tate ar fi efectuat o asfixiere erotică pe Brianna Stern, care a fost diagnosticată mai târziu cu o contuzie la spital. Ulterior, ea a inițiat un proces împotriva lui Tate, acuzându-l de agresiune sexuală.

## Convingeri
Tate este un influencer în cadrul comunității „masculinității alfa”. Potrivit publicației The Conversation, el este considerat un „lider de opinie” care își mobilizează susținătorii să-i răspândească ideile către un public mai larg. El se identifică drept libertarian și a fost numit „regele masculinității toxice”.
Tate a fost criticat pentru afirmații precum: femeile „aparțin casei”, „nu pot conduce” și „sunt oferite bărbatului și îi aparțin”, fiind considerate „proprietatea bărbatului”. De asemenea, el a spus că bărbații preferă să iasă cu femei de 18–19 ani, deoarece „probabil au avut mai puțini parteneri sexuali”, ceea ce le-ar permite bărbaților să „lase o amprentă” asupra adolescentelor. A susținut și că femeile care nu stau acasă sunt „curve”. Potrivit lui Tate, unele dintre aceste afirmații au fost făcute în glumă și scoase din context.
Într-un interviu din iunie 2023 pentru BBC, Tate a declarat că „acționează la instrucțiunile lui Dumnezeu pentru a face lucruri bune” și că „predică munca grea, disciplina. Sunt un sportiv, predic împotriva drogurilor, pentru religie, împotriva alcoolului și a infracțiunilor cu cuțite”.
Tate a spus că depresia „nu este reală”.
Tate a pus la îndoială faptul că naziștii au fost „răufăcătorii” din al Doilea Război Mondial. A făcut saluturi naziste și a promovat readucerea acestora în uz.
În contextul războiului din Gaza, Tate a acuzat Israelul de „genocid asupra palestinienilor” și a spus că atacul Hamas din 7 octombrie asupra Israelului a fost „ochi pentru ochi”. După uciderea lui Yahya Sinwar, liderul Hamas, Tate a afirmat: „tot ce pot face este să mă rog pentru o moarte la fel de eroică ca a lui Yahya Sinwar”. Tate a promovat și o teorie conspiraționistă antisemită, spunând că „Matrixul este de fapt mafia evreiască”.

## Viață personală
În 2017, Tate și fratele său s-au mutat din Regatul Unit în România, unde conduc mai multe afaceri. Tate a declarat că s-a mutat pentru că îi place să „trăiască în țări în care corupția este accesibilă pentru toată lumea” și credea că are șanse mai mici să fie acuzat de viol în România. El a spus că poliția română cere femeilor care raportează violuri „probe” sau „imagini de pe camerele de supraveghere”, în timp ce în lumea occidentală, în perioada mișcării #MeToo, orice femeie „în orice moment în viitor îți poate distruge viața”. Se pare că Tate are mai mulți copii care locuiesc în România și pe care îi vizitează ocazional.
Tate a fost crescut în religia creștină, dar ulterior a devenit ateu. Până la începutul anului 2022, el s-a identificat din nou ca fiind creștin și a declarat că donează lunar 16.000 de lire sterline Bisericii Ortodoxe Române. După ce un videoclip cu el rugându-se într-o moschee din Dubai a devenit viral în octombrie 2022, Tate a anunțat pe contul său de Gettr că s-a convertit la islam. Potrivit The Guardian, sinceritatea convertirii sale a fost pusă sub semnul întrebării, deși unii lideri religioși, precum Mufti Menk, i-au lăudat public decizia. Menk a afirmat într-un interviu înregistrat că Tate „pare un frate foarte sincer”.
În martie 2023, în timp ce era încarcerat în România, echipa juridică a lui Tate a declarat că, în urma unei consultații medicale în Dubai, acesta are „o pată întunecată pe plămân, cel mai probabil o tumoare”, ceea ce a alimentat zvonuri online că ar avea cancer pulmonar. Ulterior, Tate a negat pe Twitter că ar avea cancer.